# Heterogomphus binodosus
Heterogomphus binodosus är en skalbaggsart som beskrevs av Heinrich Bernward Prell 1912. Heterogomphus binodosus ingår i släktet Heterogomphus och familjen Dynastidae. Inga underarter finns listade i Catalogue of Life.